# Conversations
Pour l’article homonyme, voir Conversation (homonymie).
Conversations est une application de messagerie instantanée et un client XMPP libre pour Android. Il supporte l'échange de messages chiffrés de bout en bout avec le protocole OMEMO. Le code source est fourni sous la licence GNU GPL et est géré sur Codeberg. L'application est disponible gratuitement via le magasin F-Droid, et à bas prix sur le Google Play.

## Histoire
En 2014, Daniel Gultsh publie Conversations, application Android basée sur le protocole XMPP, comme alternative aux solutions commerciales de messagerie instantanée.
En 2014, Daniel Gultsh écrit la mission du logiciel Conversations.
En 2015, lors du Google Summer of Code, le protocole de chiffrement des conversations OMEMO a été intégré dans Conversations.
La version 2.8.0, publiée fin avril 2020 introduit la gestion des appels audio et video via Jingle.

## Fonctionnalités
- Messages texte et multimédia (photos, vidéos).
- Gestion des groupes de contacts et vidéoconférence.
- Appels audio et vidéo chiffrés.
- Enregistrement et messages audio.
- Synchronisation des messages sur plusieurs terminaux smartphones et PC.
- Multi-utilisateurs avec vue unifiée.
- Partage de sa localisation.
- Chiffrement de bout en bout sans serveur de clés.
- Intégration avec le carnet d'adresses.
- Indication de lecture des messages.
- Avatars

## Liste des XEP implémentés
| XEP-0027 | Current Jabber OpenPGP Usage                |
| XEP-0030 | Service Discovery                           |
| XEP-0045 | Multi-User Chat                             |
| XEP-0048 | Bookmarks                                   |
| XEP-0084 | User Avatar                                 |
| XEP-0115 | Entity Capabilities                         |
| XEP-0163 | Personal Eventing Protocol                  |
| XEP-0166 | Jingle                                      |
| XEP-0184 | Message Delivery Receipts                   |
| XEP-0191 | Blocking command                            |
| XEP-0198 | Stream Management                           |
| XEP-0234 | Jingle File Transfer                        |
| XEP-0237 | Roster Versioning                           |
| XEP-0245 | The /me Command                             |
| XEP-0249 | Direct MUC Invitations                      |
| XEP-0260 | Jingle SOCKS5 Bytestreams Transport Method  |
| XEP-0261 | Jingle In-Band Bytestreams Transport Method |
| XEP-0280 | Message Carbons                             |
| XEP-0313 | Message Archive Management                  |
| XEP-0333 | Chat Markers                                |
| XEP-0352 | Client State Indication                     |

## Usages notables
Une version modifiée de Conversations, appelée Moka, est utilisée par la police Allemande, qui a quitté Whatsapp en 2018.

## Quicksy
Conversations a été décliné en application Quicksy, du même développeur, dans l'optique de permettre la connexion avec un simple numéro de téléphone portable, à la place du ckassique combo utilisateur + mot de passe, utilisé dans Conversations. Le logiciel serveur est sous licence propriétaire.
En 2024, l'équipe Tigase qui développe Monal pour iOS, adapte l'application Monal par une réédition utilisant le numéro de mobile, et reprenant le nom de Quicksy, sur iOS, en accord avec l'auteur, de manière à rendre Quicksy disponible sur appareils iOS